# Бірманська Вікіпедія
Бірманська Вікіпедія (бірм. မြန်မာဝီကီပီးဒီးယား mjəmà wɪkɨˈpiːdiə) — розділ Вікіпедії бірманською мовою. Розпочала роботу в липні 2004 року.
Бірманська Вікіпедія станом на 24 березня 2025 року містить 108 797 статей, 127 473 зареєстрованих користувачів, 112 активних дописувачів, 4 адміністраторів
. Загальна кількість сторінок в бірманській Вікіпедії — 251 247, редагувань — 863 760, завантажених файлів — 2916
. Глибина (рівень розвитку мовного розділу) бірманської Вікіпедії дуже мала і становить лише 5.9 пунктів
. 

## Історія

### Хронологія
- 2004: бірманська Вікіпедія розпочала роботу.
- 2008: швидке зростання обсягу.
- 2010: в Бангкоку (Таїланд) пройшов перший вікіпедійний семінар за участю представників Фонду Вікімедія, місцевих і міжнародних експертів зі стандарту юнікод, а також бірманських вікіпедистів.
- 2012: бірманська Вікіпедія представлена на БарКемпі Янгон.

### Події та презентації
| Статей                | 108797 |
| Файлів                | 2916   |
| Редагувань            | 863760 |
| Користувачів          | 127473 |
| Активних користувачів | 112    |
| Адміністраторів       | 4      |

2010 року Асоціація комп'ютерних професіоналів М'янми запустила Wikipedia Myanmar project, метою якого є зростання обсягу Вікіпедії.
У червні 2014 року спільнота бірманської Вікіпедії провела свій перший семінар у Янгоні (М'янма). Ця зустріч відбулась за сприяння компанії Telenor, а її метою було залучити нових волонтерів. Форум бірманської Вікіпедії пройшов у липні 2014 року в Дагонському університеті. Його відвідали понад 2000 осіб, включаючи студентів.

## Виклики
Більшість бірманських користувачів Інтернету використовує шрифт Zawgyi, який не входить до юнікоду, а отже їм важко читати статті в бірманській Вікіпедії.